# Вівіан Фукс
Вівіан Ернест Фукс (англ. Vivian Ernest Fuchs; 11 лютого 1908 — 11 листопада 1999) — сер, англійський дослідник, член Лондонського королівського товариства, експедиція під орудою якого вперше в історії перетнула Антарктиду в 1958.

## Життєпис
Вівіан Фукс був сином Ернста Фукса (англ. Ernst Fuchs), німецького емігранта з Єни, та його британської дружини Вайолет Вотсон (англ. Violet Watson).
Народився Фукс в 1908 в містечку Фрешвотер англ. Freshwater на острові Вайт (англ. Wight) в Англії. Освіту отримав в коледжі Брайтона та Святого Джона. Фукс отримав фах геолога, таким чином реалізувавши своє прагнення природницьких досліджень. Він вирушив в свою першу експедицію в Гренландію в 1929 разом із своїм викладачем Джеймсом Ворді (англ. James Wordie). Після закінчення навчання він відправився разом з експедицією Кембриджського коледжу вивчати геологію Африканських озер з точки зору кліматичних змін. Після цього він приєднався до експедиції антрополога Луїса Лікі (англ. Louis Leakey) на Олдувай. В 1933 Фукс одружився зі своєю двоюрідною сестрою Джойс Коннел (англ. Joyce Connell). Джойс, яка також була завзятою мандрівницею, супроводжувала Вівіана під час експедиції на озеро Рудольф (в наш час — озеро Туркана) в 1934. Результати цієї експедиції, під час якої вони втратили двох своїх компаньйонів, принесли Фуксу науковий ступінь в Кембриджі в 1937.